# Wasil Chroł
Wasil Piatrowicz Chroł (biał. Васіль Пятровіч Хрол, ros. Василий Петрович Хрол, Wasilij Pietrowicz Chroł; ur. 12 stycznia 1957 w Hrydziuszkach Małych, zm. 4 czerwca 2020) – białoruski inżynier konstruktor, prawnik i polityk, deputowany do Rady Najwyższej Republiki Białorusi XIII kadencji, w latach 1996–2008 deputowany do Izby Reprezentantów Zgromadzenia Narodowego Republiki Białorusi I, II i III kadencji.

## Życiorys

### Młodość i praca
Urodził się 12 stycznia 1957 roku we wsi Hrydziuszki Małe, w rejonie szarkowszczyńskim obwodu mołodeczańskiego Białoruskiej SRR, ZSRR. W 1979 roku ukończył Miński Instytut Radiotechniczny, uzyskując wykształcenie inżyniera konstruktora – technologa elektronicznej aparatury liczącej, Białoruski Uniwersytet Państwowy, uzyskując wykształcenie prawnika, oraz Północno-Zachodnią Akademię Służby Państwowej przy Prezydencie Federacji Rosyjskiej, uzyskując wykształcenie menedżera-ekonomisty. Pracę rozpoczął w 1979 roku jako inżynier elektronik (według innego źródła – elektryk). Odbył służbę wojskową w szeregach Sił Zbrojnych ZSRR. Następnie pracował jako nastawiacz aparatury elektronicznej, zastępca kierownika działu w Mińskich Zakładach Mechanicznych im. Wawiłowa. W latach 1993–1994 był dyrektorem wykonawczym Krajowego Centrum Handlu Nieruchomościami. W latach 1994–1996 pełnił funkcję prezesa Białoruskiego Zrzeszenia „Nieruchomasć”. W 1995 roku był członkiem Partii Zgody Ludowej.

### Działalność parlamentarna
W drugiej turze uzupełniających wyborów parlamentarnych 10 grudnia 1995 roku został wybrany na deputowanego do Rady Najwyższej Republiki Białorusi XIII kadencji z Haładziedauskiego Okręgu Wyborczego Nr 223 miasta Mińska. 19 grudnia 1995 roku został zarejestrowany przez centralną komisję wyborczą, a 9 stycznia 1996 roku zaprzysiężony na deputowanego. Od 23 stycznia pełnił w Radzie Najwyższej funkcję członka, a potem sekretarza Stałej Komisji ds. Przemysłu, Transportu, Budownictwa, Energetyki, Handlu i Innych Usług dla Ludności, Łączności i Informatyki. Poparł dokonaną przez prezydenta Alaksandra Łukaszenkę kontrowersyjną i częściowo nieuznaną międzynarodowo zmianę konstytucji. 27 listopada 1996 roku przestał uczestniczyć w pracach Rady Najwyższej i wszedł w skład utworzonej przez prezydenta Izby Reprezentantów Zgromadzenia Narodowego Republiki Białorusi I kadencji. Pełnił w niej funkcję zastępcy przewodniczącego Komisji ds. Ekonomii. Zgodnie z Konstytucją Białorusi z 1994 roku jego mandat deputowanego do Rady Najwyższej zakończył się 9 stycznia 2001 roku; kolejne wybory do tego organu jednak nigdy się nie odbyły.
21 listopada 2000 roku został deputowanym do Izby Reprezentantów II kadencji z Głębockiego Okręgu Wyborczego Nr 22. Pełnił w niej funkcję przewodniczącego Stałej Komisji ds. Polityki Mieszkaniowej, Budownictwa, Handlu i Prywatyzacji. Był szefem grupy deputackiej „Wsparcie Rozwoju Gospodarczego”, członkiem zjednoczenia deputackiego „Za Związek Ukrainy, Białorusi i Rosji” („ZUBR”) i grupy deputackiej „Przyjaciele Bułgarii”. Był także deputowanym do Zgromadzenia Parlamentarnego Związku Białorusi i Rosji. Pełnił w niej funkcję członka Komisji ds. Polityki Ekonomicznej.
W czasie wyborów lokalnych w 2003 roku Wasil Chroł wystawił swojego pomocnika jako kandydata do miejscowej rady deputowanych, ten jednak nie został zarejestrowany. Zdaniem Witala Silickiego było to celowe działanie władz. Miało ono zapobiec pojawieniu się w radach przedstawicieli tych deputowanych, którzy potencjalnie mogli się uniezależnić lub związać z opozycją.
16 listopada 2004 roku został deputowanym do Izby Reprezentantów III kadencji z tego samego okręgu. Od 18 listopada pełnił w niej funkcję członka, a potem zastępcy przewodniczącego Stałej Komisji ds. Budżetu, Finansów i Polityki Podatkowej. Od 2006 roku był także zastępcą Sekretarza Państwowego – członkiem Stałego Komitetu Państwa Związkowego Związku Białorusi i Rosji. Jego kadencja w Izbie Reprezentantów zakończyła się 27 października 2008 roku. 
Jako deputowany białoruskiego parlamentu Wasil Chroł był autorem wielu propozycji wprowadzenia nowych podatków, takich jak: od bogactwa, od telefonów komórkowych czy od bycia kawalerem. Proponował też otwarcie kasyna w mieście Głębokie. Zmarł 4 czerwca 2020 roku.

## Nagrody i odznaczenia
- Gramota Pochwalna Zgromadzenia Narodowego Republiki Białorusi[10].

## Życie prywatne
Wasil Chroł jest żonaty, ma córkę.